# 竜とそばかすの姫
『竜とそばかすの姫』（りゅうとそばかすのひめ）は、スタジオ地図制作による日本のアニメーション映画。2021年7月16日に東宝配給で公開された。
50億人以上が集うインターネット仮想世界〈U〉と出会った女子高生を主人公とした物語。「ベル」というアバターで〈U〉に参加し、その歌声でたちまち世界に注目される存在になっていく一方で、竜の姿をした忌み嫌われる謎の存在と出会い、変わっていくさまが描かれる。
2022年1月に第45回日本アカデミー賞優秀アニメーション作品賞、3月には音楽スタッフの岩崎太整、Ludvig Forssell、坂東祐大が第45回日本アカデミー賞最優秀音楽賞を受賞している。

## あらすじ
高知県の田舎町に住んでいる、そばかすが目立つ地味な女子高生・すずは、幼い頃に母を水難事故で亡くし、さらにネットで事故時の母の行動が炎上して以来、心を閉ざし、大好きだった歌を歌えなくなり、父との関係も互いに嫌っているわけではないが、うまくコミュニケーションが取れず最低限の会話しか交わさないようになるなど溝が生まれていた。そんな中、作曲だけがすずの生き甲斐となっていた。
ある日、すずはネットに詳しい親友のヒロちゃんの手引きの下、全世界で50億人以上が集う超巨大インターネット空間の仮想世界〈U〉に参加する。そこでベルという〈As〉（アバター）の姿となったすずは、自然と歌うことができ、自作の曲を歌って多くのユーザーたちに披露する。
当初こそアンチによって批判されていたものの、次第に歌姫として世界中から注目を集めるようになる。遂にはコンサートが開かれるが、当日突然謎の竜が現れ、〈U〉の自警団を相手に大暴れし台無しになってしまう。
コンサート中止に怒る人々によって「竜の正体探し」が動き出し、疑われた人々がプライバシーを暴かれる一方で子供たちの一部は竜をヒーロー視する。また自警団リーダーのジャスティンは、竜の現実世界での姿（オリジン）を強制的に暴く「アンベイル」を実行しようと情報を求める。
そんな中、ベルは竜のことが気になり、〈U〉のはずれにある「竜の城」を探し出す。竜はベルを追い出そうとするが、ベルは彼が小さな天使の〈As〉を慈しむ姿を垣間見て、その本当の姿に気づく。ベルはジャスティンに竜の居場所を尋問された時に、ジャスティンが正義ではなく支配欲で動いていると指摘したため、アンベイルを盾に脅されているところを竜に救われる。ベルは竜のためだけに作った歌を捧げ、竜もまたベルに少しずつ心を開いていく。
一方で現実世界のすずは、幼馴染で学校の人気者のしのぶくんとの関係を同級生たちに誤解され炎上してしまう。ヒロちゃんの尽力で攻撃は収まったものの、しのぶくんと人気の女子ルカちゃんが両思いであると思い落ち込む。ところがルカちゃんの本当の思い人はカミシンであり、彼女らの仲を取り持とうとしているとき、すずはしのぶくんから自分がベルの正体であることを指摘される。
その場から逃げ出したすずは「竜の城」が暴かれて火を放たれたと知り、ヒロちゃんが〈U〉での活動に使う教室に駆け込む。すずはヒロちゃんとともに無数の〈As〉から竜を探すうち、竜を慕う男の子・知が、ベルが竜のために作った歌を歌う動画配信にたどり着く。
だが、すずと彼女を追って教室に来た友人たちや合唱隊の人々は、配信の中で父親に怒鳴られる知と、彼をかばって激しく罵られるその兄・恵の一部始終を見てしまう。恵こそが竜の正体であり、兄弟が虐待されていると知ったすずは恵に語り掛けるが、それまでに虐待を訴えても助けてもらえなかった恵は人間不信に陥っておりすずを拒絶し、配信も途切れる。
しのぶくんに恵の信頼を得るためには自分の正体を〈U〉で明かすしかないと指摘されたすずはヒロちゃんに反対されながらも自らアンベイルされ、途中泣き崩れながらも生身の姿で歌い、全世界からの喝采を浴びる。
そして皆の協力で映像から兄弟のいる街を割り出し、児童相談所に通告するが対応が間に合わないことを恐れたすずは、単身で夜行高速バスで兄弟の住む東京へと向かう。すずは兄弟を見つけ、追ってきた兄弟の父親に暴力を受けるが臆さず、すずの気迫に圧倒された父親は怖気づいて逃げ出す。すずに助けられ心を開いた恵は耐えるだけをやめて父親と戦う決意を語る。帰宅したすずは、彼女を信頼して送り出してくれた父に迎えられ、親子の間に少しあった心の隔たりのようなものが消えていた。

## 登場人物
〈U〉の世界でのアバターは〈As〉、〈U〉を利用している〈As〉の所有者は「オリジン」と呼ばれる。
以下、人物名は愛称 / 氏名/ 〈U〉参加者で〈As〉の名が判明している者の順に表記。

### 主要人物
すず / 内藤鈴（ないとう すず） / ベル (Belle)
声 - 中村佳穂
本作品の主人公。高知県在住の17歳の女子高校生。顔のそばかすが特徴。母親を亡くしてから現実世界に心を閉ざし、大好きだった歌が歌えなくなる。
ヒロちゃんには作中で「月の裏側」「地味」「ぱっとしない」「陰キャ」などと評される。
口下手だが、幼いころからスマートフォンアプリやキーボードなどで曲作りを続けており、〈U〉の世界では、「ベル」として並外れた歌声と華やかな美貌で絶大な人気を誇る歌姫となる。
なお、コミュニティセンター使用許可申請書の住所の欄には、高知県高田松郡いの町橋口山と記入されている。
しのぶくん / 久武忍（ひさたけ しのぶ）
声 - 成田凌
すずの幼馴染みで思い人。バスケ部所属で女子から絶大な人気がある。高校生になった今でもすずのことを何かと気にかけており、ルカちゃんから「お母さんみたい」と言われている。
カミシン / 千頭慎次郎（ちかみ しんじろう）
声 - 染谷将太
すずの同級生。カヌー部所属でインターハイ出場を目指している。明るい性格だが暑苦しく、少し空気が読めない。
ルカちゃん / 渡辺瑠果（わたなべ るか）
声 - 玉城ティナ
すずの同級生。吹奏楽部所属でアルトサックス担当。
モデル体型の美人で太陽のように明るい学校中の人気者。思いを寄せる相手に対しては挙動不審になる。
ヒロちゃん / 別役弘香（べつやく ひろか）
声 - 幾田りら
すずの親友。眼鏡をかけている。すずを〈U〉の世界に誘い、「ベル」としてプロデュースするキーパーソン。
すずがベルであることを唯一知っている人物。ネットに詳しく、スワンの素性を見抜く観察眼を持つ。やたら毒舌ですずを詰ったりするが、本当に大変な時には親切になるなど優しい時もあったりする。また、普段のすずが不甲斐ないと思っているからこそベルとして成功しているすずを真剣に応援している。
すずの父
声 - 役所広司
すずの父親。妻を亡くし、いつもすずを気にかけているが、うまくコミュニケーションが取れず、距離感がつかめずにいる。
恵（けい） / 竜（りゅう）
声 - 佐藤健
父親と弟と一緒に暮らす14歳の少年。
〈U〉の世界では「竜」と呼ばれ、忌み嫌われている謎の存在。黒い竜のような獣の姿をしている。
背中に複数の痣があり、〈U〉の世界に存在する武道場に乱入しては「道場破り」を繰り返している。
初めはベルに対しても強い拒絶反応を示していたが、次第に心を開いていく。

### 合唱隊
吉谷（よしたに）さん
声 - 森山良子。
漁師。廃校になった小学校の施設を拠点に活動する合唱隊のリーダー。
合唱隊の他のメンバー同様、すずのことを気にかけている。
喜多（きた）さん
声 - 清水ミチコ
酒屋を営む合唱隊のメンバー。
奥本（おくもと）さん
声 - 坂本冬美
自作農家をしている合唱隊のメンバー。
中井（なかい）さん
声 - 岩崎良美
医師。合唱隊のメンバー。気が強く、うじうじしていたすずを叱咤したこともある。
畑中（はたなか）さん
声 - 中尾幸世
大学講師。合唱隊のメンバー。
学生時代のオハイオ州留学時、現地で知り合った13歳の孤独な少年に自作の歌を贈って喜ばれた経験を語る。

### 〈U〉の世界
ジャスティン
声 - 森川智之
自警集団「ジャスティス」のリーダー。
〈U〉の世界を脅かす竜を追っている。
多数の企業とスポンサー契約しており、〈As〉を強制的にアンベイルする効果がある緑色の石を持っている。
ペギースー
声 - ermhoi
〈U〉の世界にてカリスマ的な人気を持つ歌姫。自信家で気性が激しく、突如現れたベルに人気を奪われて嫉妬する。
アナウンサー（冒頭）
声 - 水卜麻美
〈U〉の世界を案内するアナウンサー。
アナウンサー（コンサート）
声 - 桝太一
ベルのコンサートシーンでのアナウンサー。

### その他の人物
ひとかわむい太郎 & ぐっとこらえ丸
声 - 宮野真守
「竜の正体探し」を盛り上げるYouTuberコンビ。Tシャツを着た犬と、ひびの入った卵の姿をしたキャラクターで活動している。
すずの母
声 - 島本須美
すずに歌う楽しさを教えてくれる。合唱隊に所属していた。
すずが幼い頃、氾濫した川の中洲に取り残された子供を助けて、帰らぬ人となる。
恵・知の父
声 - 石黒賢
シングルファーザーであり、マスコミの取材には理想的な仲良し家族をアピールしているが、その裏で自分の教育方針を子に押しつけ、様々な虐待（モラハラ、パワハラ、DVなど）を行っている（しかも本人は虐待と微塵も思っておらず、カミシンも嫌悪感を示すほど）。
知（とも） / 天使（てんし）
声 - HANA (Hana Hope)
恵の弟。竜をヒーロー視する子供たちのひとり。
〈As〉は手のひらサイズのクリオネのような姿の天使で、ベルのことをほめてくれる。〈U〉の城で色とりどりのバラを育てている。
イェリネク
声 - 津田健次郎
「竜の正体探し」で候補に挙がる現代美術アーティスト。本編開始6か月ほど前から体に竜の痣に似たタトゥーを入れ、急に作品の価値が上がった。
スワン
声 - 小山茉美
「竜の正体探し」で疑惑の人として挙がる貴婦人。被害者意識が強く、ネットの中では攻撃的。〈As〉は赤ん坊のような姿。インスタでは幸せな女性を演じているが、実際は訪ねて来る家族はいない。
フォックス
声 - 宮本充
「竜の正体探し」で疑惑の人として挙がるメジャーリーガー。体に手術痕がある。
司会者
声 - 牛山茂
野球評論家
声 - 多田野曜平

## スタッフ
- 原作・監督・脚本 - 細田守
- 現実世界キャラクターデザイン・作画監督 - 青山浩行[27]
- 〈U〉作画監督・CG作画監督 - 山下高明[27]
- 竜デザイン・CGキャラクターデザイン - 秋屋蜻一[27]
- CGキャラクターデザイン - Jin Kim
- CGディレクター - 堀部亮、下澤洋平[27]
- 美術監督 - 池信孝[27]
- プロダクションデザイン - 上條安里[27]、Eric Wong
- メインテーマ - millennium parade × Belle
- 音楽監督/音楽 - 岩崎太整
- 音楽 - Ludvig Forssell、坂東祐大
- 色彩設計 - 三笠修
- 撮影監督 - 李周美、上遠野学、町田哲
- 衣装 - 伊賀大介、森永邦彦、篠崎恵美
- 編集 - 西山茂
- リレコーディングミキサー - 佐藤忠治
- スーパーヴァイジングサウンドエディター - 勝俣まさとし
- ミュージックスーパーヴァイザー - 千陽崇之
- キャスティングディレクター - 増田悟司、今西栄介
- 企画・制作 - スタジオ地図
- 製作幹事 - スタジオ地図有限責任事業組合（LLP）・日本テレビ放送網 共同幹事[28]
- 共同事業体 - 日本テレビ放送網、NTTドコモ、KADOKAWA、スタジオ地図、ブックウォーカー、ムービーウォーカー、角川メディアハウス
- プロモーションパートナーズ - 読売テレビ放送、電通、博報堂DYメディアパートナーズ、ジェイアール東日本企画、ローソンエンタテインメント、読売新聞社、ムービック、札幌テレビ放送、宮城テレビ放送、静岡第一テレビ、中京テレビ放送、広島テレビ放送、福岡放送、青森放送、テレビ岩手、秋田放送、山形放送、福島中央テレビ、テレビ新潟放送網、テレビ信州、山梨放送、北日本放送、テレビ金沢、福井放送、日本海テレビジョン放送、山口放送、四国放送、西日本放送、南海放送、高知放送、長崎国際テレビ、熊本県民テレビ、テレビ大分、テレビ宮崎、鹿児島讀賣テレビ
- 配給 - 東宝

## 製作
『未来のミライ』に続く細田守監督による長編オリジナル作品第6作。原作と脚本も細田が手掛けている。
本作は、現代のインターネット社会を描きながらも『美女と野獣』を「同じようにインターネットのSNSも同じ二面性をはらんでいると思った」などの理由からモチーフにしているところもあり、細田は元々、ミュージカル映画をやりたかったとも語っている。
「ネットで誰でも発信ができる時代の中での誹謗中傷の問題や匿名性の危うさ、その中でどうやって立ち向かうか。素顔を出すことの勇気、現実とバーチャルの人とのつながりの大切さ」などが本作のテーマ。映画の構想のきっかけは、細田が「生まれたときからインターネットのある世界で自分の娘がどう生きていくのか」と考えたこと。本作について細田は「『ずっと創りたいと思っていた映画』です」と明かし、「恋愛やアクション、サスペンスの要素もありつつ、一方で、生と死という本質的な大きなテーマもありエンタメ要素の高い映画になっていると思います」と語った。また本作には、インターネット、女子高校生、家族など、これまでの細田作品のモチーフが数多く入っている。
本作では、細田監督のもとに世界的に活躍するトップクリエイターたちが国内外から集結。青山浩行、山下高明、堀部亮といった常連のクリエイターたちを核に据えながら、他ジャンルの新しい才能を大胆に起用している。物語の舞台となる仮想世界〈U〉の創作は、細田監督たっての希望で、新進気鋭のイギリス人の建築家でデザイナーのエリック・ウォンにオファーされた。また、ディズニーで『塔の上のラプンツェル』や『アナと雪の女王』、『ベイマックス』などを手がけたジン・キム、書籍の装画なども手がけるデザイナーでイラストレーターの秋屋蜻一、スクウェア・エニックスのファイナルファンタジーシリーズのアートディレクターである上国料勇が参加。さらに、アニメーションでは異例の衣装担当に伊賀大介、森永邦彦、フラワークリエイターの篠崎恵美といったファッション界のトップがクレジットに名前を連ねている。音楽面でも、主題歌を作詞・作曲した常田大希（millennium parade）はもちろんのこと、ゲームデザイナー小島秀夫のゲーム『メタルギア』シリーズや『デス・ストランディング』の音楽制作を行っていたルドウィグ・フォシェル、米津玄師のアレンジで知られる坂東祐大などを起用。主人公すずとベルの声には主題歌を唄うシンガーソングライターの中村佳穂を抜擢している。
声優については、すずとベルは同一人物が演じることが絶対条件だった。細田は「演技もできて、歌が超絶上手い人を見つけるのは不可能、奇跡だ」と思っていたが、いざ中村佳穂にセリフを読んでもらうと、その表現力に圧倒されたという。また竜役の佐藤健は細田からのオファーだった。
この映画について、米紙「ワシントン・ポスト」は細田守監督のコメントを交え、「女性のエンパワーメントをテーマにしたこの作品は、少女や女性を弱く、空虚で、過度に性的な存在として描くことが多い日本の代表的なアニメ映画やグラフィック・ノベルのスタイルを覆すものとして注目されている」と報じた。

### 音楽
音楽監督は『モテキ』などで知られる岩崎太整。またルドウィグ・フォシェルが岩崎の「今回の映画の内容的にルドさんの世界観と合うだろう」という勧めで参加している。もともとKONAMIやゲームクリエイターの小島秀夫の会社に所属していたが、ちょうど独立した時期で上手い具合にタイミングも合った。歌手を主人公とする本作品では、重要なシーンで流れるベルの歌声に重なるコーラスに、Twitterにて所定の応募方法でアップロードされた一般の人々の歌声を使用する「エキストラシンガープロジェクト」が行われた
。
ミュージシャンの中村佳穂がすずとベルの声とともに、劇中歌の歌唱を担当した。
「U」
アーティスト：millennium parade & Belle
Music & Lyrics：常田大希
Vocal：Belle（中村佳穂）
Timpani、Drum line snares、Marinba、Gran cassa & Cymbals：石若駿
Horn arrange、Trumpet、A Sax & Flute：MELRAW
Piano & Synthesizer：江﨑文武
Trombone：川原聖仁
Horn：濱地宗
Beat Programming & all other Instruments：常田大希
Recording & Mixing：佐々木優
また、ルカが所属する吹奏楽部のモデルは京都橘高等学校吹奏楽部で、別名オレンジの悪魔としても知られるマーチングの名門校であり、劇中の「Slingshot」が流れるシーンは、実際に橘高校の演奏によるもの。作・編曲は挾間美帆が務めた。

### 舞台となった場所
作品の主な舞台となったのは高知県で、作中には県内に実在する場所、あるいはそれをモデルとしたものが登場している。すずが通学時に渡る沈下橋のモデルは仁淀川にかかる浅尾沈下橋、普段利用しているバス停は県交北部交通の西の谷第二バス停、鉄道駅はJR伊野駅である。

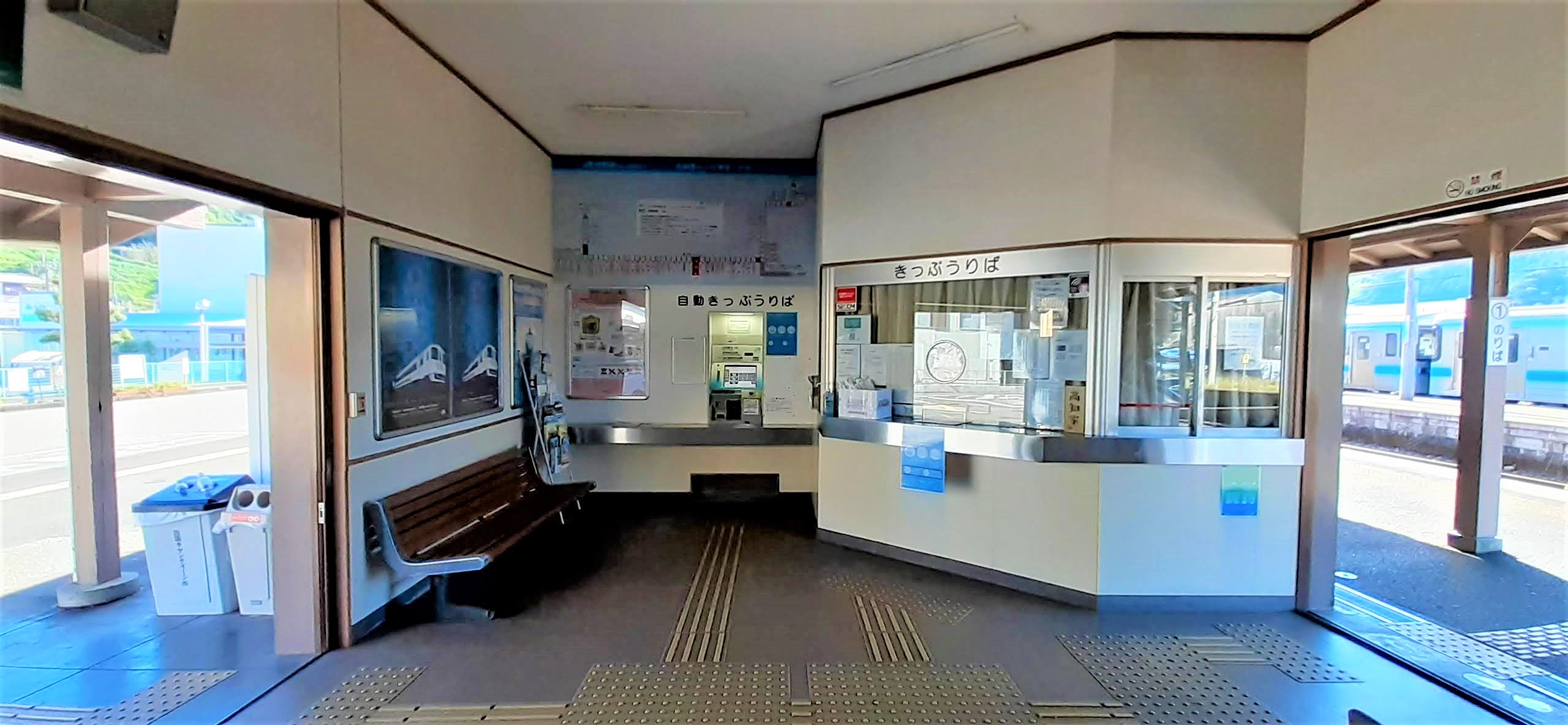
JR伊野駅の改札口
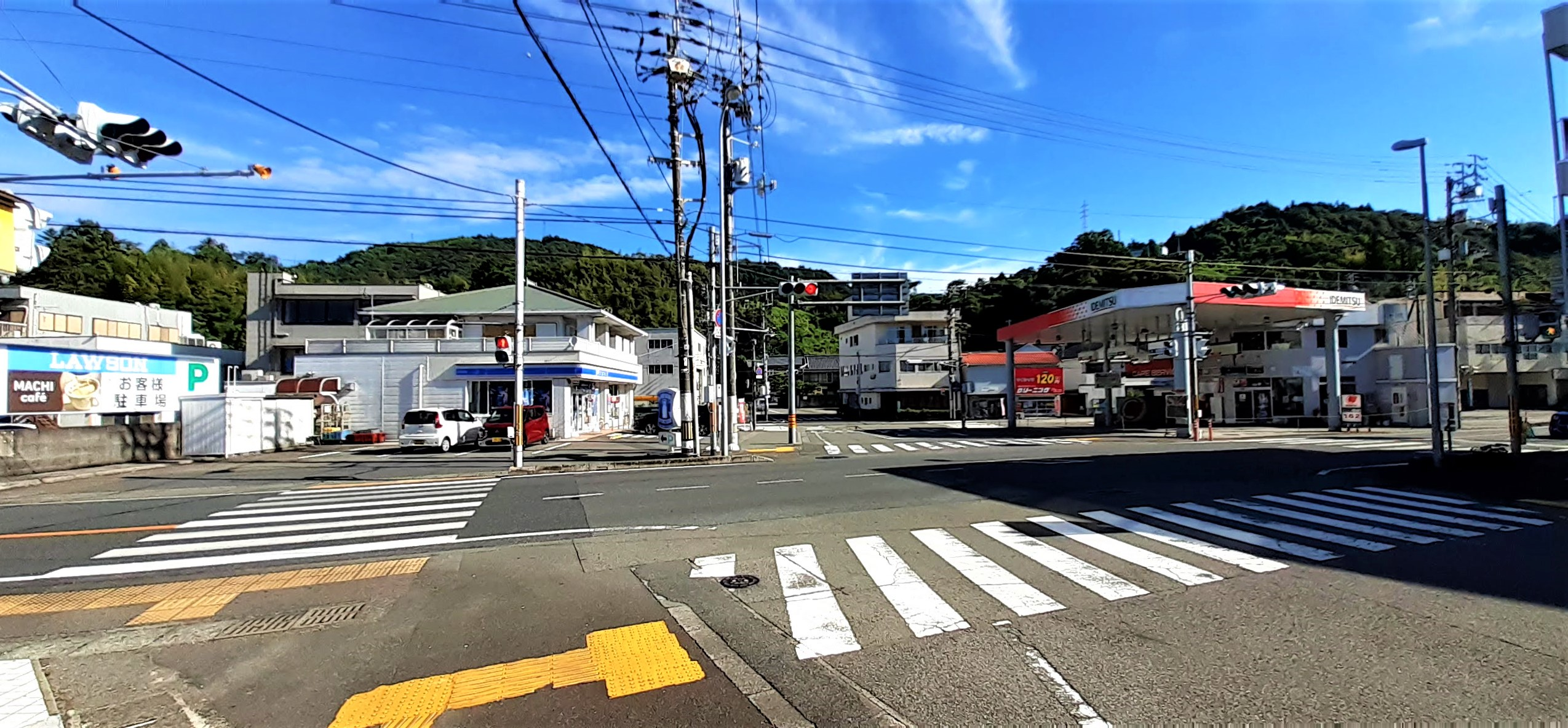
伊野駅前の交差点 写真左のローソンが登場する オリジナルCMが制作された。

また、恵（竜）・知の兄弟が住む町は東京都大田区の東急多摩川駅周辺（田園調布）となっている。

### 制作
本作を制作する上で最初に発想したのは「インターネットの世界で『美女と野獣』をやったらどういうことになるだろうか」というものだった。細田によればインターネットというものは現実と虚構の部分を併せ持つ二重性があり、『美女と野獣』もまた二重性を持った作品であるという。原作は古典であるため、制作は同じく過去の名作を扱った『時をかける少女』と同じ方法論で行なわれた。古典というのは、新しく作り直されるからこそ古典としての意味があり、常に新しい要素を反映することによって常に生まれ変わっていくのがその存在意義であると思っている細田は、「原作ができた18世紀のフランスの状況とも、ディズニーが映画を作った1991年のアメリカの状況とも違う現在の日本で『美女と野獣』を作るんだったら、どういう風になるんだろうか」「18世紀に書かれた物語を現代の日本でインターネットを介して表現できたら、どんな恋物語になるのか、どんなロマンスがそこにあるのか」と考えて作ったという。
また本作は細田としては約10年ぶりにインターネットを題材として扱った作品であり、同テーマとしては『デジモンアドベンチャー ぼくらのウォーゲーム!』（2000年）、『サマーウォーズ』（2009年）に続いて三作目である。おおよそ10年ごとにこのテーマの作品を作る理由について、「インターネットって10年ごとに非常に大きな変化があるような気がするんです。それを舞台にした新しい作品を作ったら、現在を反映したインターネットを使ったエンターテインメント映画になるんじゃないかなと思ったんです」と語っている。インターネットの世界を題材にする理由について細田は、「僕は、若い人が面白く楽しく世界を変革していくのではないかと、インターネット世界を題材にした映画を今までにも創ってきました。インターネットは、誹謗中傷やフェイクニュースなどネガティブな側面も多いですが、人間の可能性を広げるとても良い道具だと思っています。インターネットそのものが変わってきている今、肯定的な未来に通じるような映画ができないかと考えていました」と思いを述べた。
本作のインターネット上の仮想世界〈U〉の世界は、『サマーウォーズ』で描かれた〈OZ〉とは異なる。『サマーウォーズ』当時といちばん変わったのは、スマートフォンが普及しきって現実とインターネットの世界がより近くなった点で、扱う情報量もインターネットを介してできる事も格段に増えたため、〈U〉の世界は〈OZ〉よりももっと巨大な規模になったインターネット世界を表現する必要があった。『サマーウォーズ』では〈OZ〉空間はCGだがそこにいるキャラクターたちは手描きのアニメーションで描かれていた。しかし本作では世界の違いで手描きとCGを使い分けており、現実世界は手描きで描き、〈U〉の世界は空間もキャラクターも3DCGで描かれている。つまりコンセプトで描き分けている。
本作以前の作品ではCGは作画の補足的な役割で使っていたが、今回は主人公の気持ちや感情表現をCGで表現するということに踏み込んでメインで使うことに挑戦している。CGは人間の感情を伝える芝居を描くのが難しいため、一般的な日本のアニメ作品で3DCGを使う場合、アクションシーンやアイドルのダンスのシーンなどに限られ、感情表現は従来通り手描きで描くものがほとんどである。本作では3DCGを、あえてその避けられがちな感情表現に使用することで、CGによるアニメーション表現をそれまでのアクションシーンなどではなくキャラクターの芝居の方向に持って行こうとしている。それまでのCGアニメは、どこかぎこちなくて魂の入っていない人形のようになりがちだったが、細田は自分たちが本気で取り組めば、かなり魂を入れて存在感を出していけるなと本作で実感し、今後はもっとCGを駆使して、現実を超越するような絢爛豪華な映像の楽しさを表現していきたいと語った。
ベルはインターネットの世界のなかで一番の「美女」という設定だが、実は「世界一の美女を描こう」と考えてデザインしたわけではない。キャラクターデザイナーのジン・キムと「今の時代に『美女』というのはどういう存在なんだろう」「単に外見が美しいとか、可愛いとか、モダンだとか、そういうことで美女だって言うのとは違うんじゃないか」「それよりもベルは、魂としてどれだけ美しいのか、どれだけ信頼できる人なのか。高貴な魂みたいなものがあって、それをどういうふうにグローバルな価値観のなかで具体的に表現できるのか」ということを話し合い、その結果として生まれたデザインである。ジンのデザインのあと、衣装の伊賀大介と細田が相談して、このシーンは篠崎恵美の花の衣装にしようとか、ここは森永邦彦のビーズの衣装にしようと振り分けて行った。衣装が人物の華やかさを引き立てているので、人物の存在感とその存在を受けた衣装の絢爛豪華さが合わさったのがベルというキャラクターである。
『美女と野獣』をモチーフに使ったのは単純に細田がディズニーが作ったアニメーション映画が好きだったから。アニメ映画はミュージカルだったため、どうやったらミュージカルに出来るか考えたが、本作は結局ミュージカルにはならなかった。しかし、重要な要素として歌は残り、内容的にも『美女と野獣』で描かれている"普遍的なもの"を現代に表現したいと思って作ったと細田は語っている。
仮想世界〈U〉のCG作画監督を細田の東映動画時代の師匠で『デジモンアドベンチャー ぼくらのウォーゲーム!』以降すべての細田作品に携わった山下高明が担当。加えて『サマーウォーズ』で仮想世界"OZ"の世界とアバターのCGを制作指揮し、ゲーム『メタルギアソリッドV グラウンド・ゼロズ』や『龍が如く』シリーズの制作にも携わる堀部亮と、同じく『サマーウォーズ』でCGを制作し、ゲーム『鉄拳5』や『白騎士物語』にも携わった下澤洋平がCGディレクターとして名を連ねる。〈U〉のコンセプトアートを担当したのは、新進気鋭のイギリス人建築家でありデザイナーのエリック・ウォン。壮大なスケールのインターネット空間を、建築とデザインの双方の視点から独創的に描ける人物として細田が自ら探し出した。〈U〉でのアバターである「ベル」にはディズニーで『アナと雪の女王』などのキャラクターデザインを担当したジン・キムが起用された。幻想的な竜のデザインを秋屋蜻一が、クジラを上国料勇が担当している。現実世界の作画監督とキャラクターデザイナーは、数々の細田作品で原画や作画監督を担ってきた青山浩行が務めている。美術監督はアニメーション映画監督の今敏の全作品で美術監督を務め、イマジネーションと現実が融合した世界を数多く描いてきた池信孝が担当。美術設定（プロダクションデザイン）は『ALWAYS 三丁目の夕日』で第29回日本アカデミー賞最優秀美術賞を受賞し、『サマーウォーズ』で仮想世界"OZ"の美術デザインも手掛けた上條安里が担う。さらに、第93回アカデミー賞の長編アニメーション部門にノミネートされた『ウルフウォーカー』をはじめ、『ソング・オブ・ザ・シー 海のうた』『ブレンダンとケルズの秘密』など、それまでに5作品がオスカーノミネートを達成していたアイルランドのアニメスタジオ「カートゥーン・サルーン」所属のトム・ムーア、ロス・スチュアート監督らスタッフ陣も顔をそろえるなど、国内外のトップクリエイターたちが集結して製作されている。

## 公開・興行成績
2021年7月開催の第74回カンヌ国際映画祭に新設された「カンヌ・プルミエール部門」に公開前から日本映画として唯一選出され、18日にワールド・プレミア上映された。細田守監督作品がカンヌ国際映画祭で上映されるのは『未来のミライ』に続いて2作連続である。
IMAX版が同時公開され、9月10日からはドルビーシネマ版、10月22日からはMX4D版も公開された。
日本全国378館で公開され、土日2日間で動員45万9000人、興収6億8000万円、初日からの3日間で動員60万6684人、興収8億9166万3200円を記録し、監督の前作『未来のミライ』（最終興収:28.8億円）の土日2日間の観客動員対比155.6パーセント、興行収入対比170.0パーセント、細田監督の最大ヒット作『バケモノの子』（最終興収:58.5億円）の土日2日間の観客動員対比92.9パーセント、興行収入対比101.9パーセントとなり、細田監督作品史上、興収ナンバーワンを記録するのは確実といえるスタートとなった。
9月11日に行われた大ヒット御礼舞台挨拶&ティーチインイベントにて、9月10日までの動員数が423万人、興行収入が58.7億円を記録し、この時点で『バケモノの子』の最終興収を超え、細田監督作品の最高記録を更新した。
|                                       | 動員数 （万人） | 動員数 （万人） | 動員数 （万人） | 興行収入 （億円） | 興行収入 （億円） |
| 週末                                  | 週末            | 累計            | 週末            | 累計              |                   |
| ------------------------------------- | --------------- | --------------- | --------------- | ----------------- | ----------------- |
| 1週目の週末 （2021年7月17日・18日）   | 1位             | 45.9            | 60.7            | 6.8               | 8.9               |
| 2週目の週末 （2021年7月24日・25日）   | 1位             | 35.3            | 169.1           | 5.2               | 24.4              |
| 3週目の週末 （2021年7月31日・8月1日） | 1位             | 28.4            | 236.4           | 3.7               | 33.2              |
| 4週目の週末 （2021年8月7日・8日）     | 3位             | 16.0            | 292.1           | 2.3               | 40.7              |
| 5週目の週末 （2021年8月14日・15日）   | 2位             | 16.9            | 341.1           | 2.4               | 47.4              |
| 6週目の週末 （2021年8月21日・22日）   | 3位             | 11.0            | 376.1           | 1.6               | 52.2              |
| 7週目の週末 （2021年8月28日・29日）   | 2位             | 8.9             | 401.6           | 1.3               | 55.7              |
| 8週目の週末 （2021年9月4日・5日）     | 2位             | 6.6             | 417.5           | 1.0               | 57.9              |
| 9週目の週末 （2021年9月11日・12日）   | 3位             |                 | 429.0           |                   | 59.6              |
| 10週目の週末 （2021年9月18日・19日）  | 2位             |                 | 442.4           |                   | 61.5              |
| 11週目の週末 （2021年9月25日・26日）  | 4位             |                 | 451.2           |                   | 62.7              |

## 評価
『竜とそばかすの姫』の日本での評価は二極化しており、レビューは主にアニメーションの視覚芸術と音楽を称賛し、仮想性と現実性の問題を重視している。しかし、虐待された兄を一人で救おうとする主人公の行動には賛否両論がある。反対者は主に高校生が家庭内暴力の被害者を一人で救助する行為が危険すぎると批判し、細田守の脚本も「雑で現実の論理を無視している」と批判された。
国内の評価と比較して、本作は欧米映画批評家の間で肯定的な評論を得た。Rotten Tomatoesでは、2022年（令和4年）11月30日時点で125のレビューが寄せられ、そのうち95パーセントが本作を支持している。平均評価は7.9/10。Metacriticは31件のコメントに基づいて、平均83点を獲得し、「普遍的な称賛」を代表している。
2021年、第49回アニー賞で合計5つの賞にノミネートされた。
同年、第74回ロカルノ国際映画祭キッズアワードを細田守監督が受賞。
2022年、第16回声優アワードで特別賞を受賞。

### 美女と野獣
ディズニーのアニメーション映画『美女と野獣』への本作におけるリスペクトは細田自身も語っているところであるが、
- 竜のシルエットが「野獣」。
- 竜の住む城はディズニー映画の野獣の城そのもの。
- 主人公・ベルと竜が城で踊るシーンは『美女と野獣』の舞踏シーンと画角が同じ。
- 主人公の名前が、『美女と野獣』の「ベル」そのまま。

と、いったような内容から、「丸パクリではないか？」、「ディズニーに訴えられてもおかしくないレベル。映画人として節操がない」というコメントもある。
映画評論家の前田有一は同年公開の『アイの歌声を聴かせて』でも主人公がディズニー好きを思わせる設定はあるものの、あくまでもディズニーを普遍的作品ととらえ、引用にとどめているが、本作においては真正面からのオマージュであり、やや安直すぎるのではないかと述べている。

## 日程
2020年
- 12月15日、東宝のラインナップ発表会にて本作の制作を発表。同時に作品の舞台となる全世界登録アカウント数50億超のインターネット世界「U」を描いたコンセプトアートも公開された。

2021年
- 2月18日、特報が公開され、同時に細田のコメントが公開された。
- 4月2日、予告編が公開され、同時にスタッフ情報が公開された。
- 5月7日、主人公・すずを取り巻くメインキャストの情報が公開された。
- 5月14日、「U」を彩るキャストの情報が公開された。
- 5月14日、『金曜ロードショー』放送内にて公開日が7月16日であることが発表された。
- 5月25日、主人公・すずの母が所属していた合唱隊のキャスト情報が公開された。
- 5月28日、主人公・すずの父親役に役所広司を起用したことが発表された。
- 6月2日放送分の『1億人の大質問!?笑ってコラえて!』内で、シンガーソングライターの中村佳穂が主人公・すず/ベル役を担当することが発表された。
- 6月3日、映画を彩るメインテーマの情報が公開された。
- 6月30日、細田監督作品では初のIMAXでの上映が決定した。
- 7月4日、第74回カンヌ国際映画祭のオフィシャルセレクション「カンヌ・プルミエール」部門にて7月15日20時 (CEST)（18時 (UTC)、7月16日3時 (JST)）にワールドプレミア上映されることが発表された。
- 7月6日、完成報告会見が行われ、佐藤健が竜役を担当することが発表された。
- 7月9日、ベルが本作のメインテーマを歌う本編冒頭シーンが11日23時59分までの48時間限定で公開された。
- 7月15日、本作のメインテーマで、本編映像が使用されたmillennium parade × Belle名義の新曲「U」のミュージックビデオが公開された。
- 7月16日、全国416館（IMAX38館含む）の劇場で公開された。TOHOシネマズ六本木ヒルズにて初日舞台挨拶が行われ、キャストの中村佳穂、成田凌、染谷将太、玉城ティナ、幾田りら、佐藤健が登壇し、細田守監督もワールドプレミアが開催されたカンヌ国際映画祭から生中継で参加した。
- 7月16日、中村佳穂が声を演じるBelleによる劇中歌「歌よ」を中村がピアノ弾き語りするミュージックビデオが公開された。
- 7月19日、細田監督自らがデザインし、作画監督の青山浩行がすずを、CG作画監督の山下高明がベルを描いた第3弾ポスタービジュアルが公開された。
- 7月23日、本編映像を使用したBelleによる劇中歌「心のそばに」のミュージックビデオが公開された。
- 7月30日、サウンドトラックの先行配信がスタート。また、本作の舞台となった高知県で全編撮影されたBelleによる劇中歌「はなればなれの君へ Part1」のミュージックビデオが公開された。
- 8月20日、音楽監督の岩崎太整がエンジニアと上映劇場を訪れ、音響バランスを調整してグレードアップさせた「ハイグレード音響上映」が首都圏7館で上映された。
- 8月20日、『金曜ロードショー』放送内にて「歌よ」を歌う本編シーン7分48秒がノーカットでテレビ初放送された。
- 8月27日、興行収入50億円突破の大ヒットを受けて、9月10日より細田監督作品では初のドルビーシネマでの上映が決定した。
- 9月11日、TOHOシネマズ日比谷にて大ヒット御礼舞台挨拶&ティーチインイベントが行われ、細田守監督とサプライズで細田監督作品に出演経験がある宮崎あおいが登壇した。
- 9月27日、興行収入60億円突破の大ヒットを受けて、10月22日より細田監督作品では初のMX4Dでの上映が決定した。

## テレビ放映
| 回数 | 放送日        | 放送時間      | 放送局     | 放送枠                     | 平均世帯 視聴率 | 備考 |
| ---- | ------------- | ------------- | ---------- | -------------------------- | --------------- | --- |
| 1    | 2022年9月23日 | 21:00 - 23:24 | 日本テレビ | 金曜ロードショー （第2期） | 7.5%            | 地上波初放送 本編ノーカット放送（エンディングはワンコーラスのみ流した） 当初は2022年7月8日に放送予定だったが、同日に発生した安倍晋三銃撃殺人事件による報道特別番組（実質的には『news zero』の前倒し拡大）編成のため延期となった。 |

## 関連商品ほか

### サウンドトラック
2021年8月18日にアリオラジャパンよりサウンドトラックが発売。劇中歌含む全32曲収録。7月30日に先行配信。サウンドトラック全体のプロデュースは岩崎太整が担当。
第36回 日本ゴールドディスク大賞において「サウンドトラック・アルバム・オブ・ザ・イヤー」を受賞。

#### 収録曲
1. ささやき
作詞：中村佳穂 / 作曲：Ludvig Forssell / 歌：中村佳穂
2. Slingshot
作曲・編曲：挾間美帆 / 演奏：京都橘高等学校吹奏楽部 / Alto Sax：加納奈実 / Trombone：半田信英
3. 遠い音色
作曲・編曲：岩崎太整 / Harp：池城菜香 / Piano & Programming：岩崎太整
4. Blunt Words
作詞・作曲・編曲：Ludvig Forssell / 歌：ermhoi / Programming：Ludvig Forssell
5. 歌よ
作詞：中村佳穂 / 作曲・編曲：Ludvig Forssell / 歌：中村佳穂 / Orchestra：Ensemble FOVE / Programming：Ludvig Forssell
6. 儚い日常
作曲・編曲：Ludvig Forssell / Orchestra：Ensemble FOVE / Programming：Ludvig Forssell
7. 導き
作詞：中村佳穂 / 作曲・編曲：Ludvig Forssell / 歌：中村佳穂 / Orchestra：Ensemble FOVE / Trumpet：鈴木正則、吉澤達彦 / Alto Sax：庵原良司 / Tenor Sax：竹野昌邦 / Trombone：半田信英 / Baritone Sax：竹村直哉 / Piano：渡辺シュンスケ / Acoustic Bass：鈴木正人 / Drums：坂田学、ピエール中野 / Choir：London Voices / Programming：Ludvig Forssell / Additional Voices：Daniel James、Viktor Hansson、Clara Lidstrom、Jesper Dahlstrom-Kawakami、Wilma Eriksson、Irina Johansson Carlen、Gabriel Iliesui、Arum Forssell
8. いざ、リラを奏でて歌わん（Traditional）
歌：森山良子、中尾幸世、坂本冬美、岩崎良美、清水ミチコ、中村佳穂
9. Fama Destinata
作曲・編曲：Ludvig Forssell / 歌：中村佳穂 / Electric Guitar：Tomas Hornberg / Percussion：小川慶太 / Orchestra：Ensemble FOVE / Trumpet：鈴木正則、吉澤達彦 / Alto Sax：庵原良司 / Tenor Sax：竹野昌邦 / Trombone：半田信英 / Baritone Sax：竹村直哉 / Piano：渡辺シュンスケ / Acoustic Bass：鈴木正人 / Drums：坂田学 / Programming：Ludvig Forssell
10. 竜
作曲・編曲：坂東祐大 / Violoncello：小畠幸法
11. ジャスティン
作曲・編曲：坂東祐大 / Orchestra：Ensemble FOVE / Programming: 坂東祐大
12. アンベイル
作曲・編曲：坂東祐大 / Orchestra：Ensemble FOVE / Choir：London Voices / Programming：坂東祐大
13. 電網鼓動
作曲・編曲：Ludvig Forssell / Orchestra：Ensemble FOVE / Programming：Ludvig Forssell
14. 竜の城
作曲・編曲：坂東祐大 / Orchestra：Ensemble FOVE / Choir：London Voices / Programming：坂東祐大
15. 心のそばに（鈴）
作詞：細田守、中村佳穂、岩崎太整 / 作曲：岩崎太整 / 歌：中村佳穂
16. 手のひらの戦乱
作曲・編曲：Ludvig Forssell / Orchestra：Ensemble FOVE / Choir: London Voices / Programming：Ludvig Forssell
17. 強襲
作曲・編曲：坂東祐大 / Orchestra：Ensemble FOVE / Programming：坂東祐大
18. 心のそばに
作詞：細田守、中村佳穂、岩崎太整 / 作曲：岩崎太整 / 編曲：岩崎太整、坂東祐大 / 歌：中村佳穂 / Orchestra：Ensemble FOVE
19. #UnveilTheBeast
作曲・編曲：Ludvig Forssell / Programming：Ludvig Forssell
20. 倨傲の権力
作曲・編曲：Ludvig Forssell / Orchestra：Ensemble FOVE / Programming：Ludvig Forssell
21. 竜の城、燃ゆ
作曲・編曲：坂東祐大 / Orchestra：Ensemble FOVE / Choir: London Voices / Programming: 坂東祐大
22. 潜む真実
作曲・編曲：Ludvig Forssell / Programming：Ludvig Forssell
23. 心のそばに（知くん）
作曲：岩崎太整 / 歌：HANA
24. 不信
作曲・編曲：Ludvig Forssell / Orchestra：Ensemble FOVE / Programming：Ludvig Forssell
25. はなればなれの君へ Part1
作詞：細田守、中村佳穂、岩崎太整 / 作曲：岩崎太整 / 編曲：岩崎太整、坂東祐大 / 歌：中村佳穂 / Piano & Programming：岩崎太整 / Orchestra：Ensemble FOVE
26. はなればなれの君へ Part2
作曲・編曲：岩崎太整 / Orchestra：Ensemble FOVE / Programming：岩崎太整
27. はなればなれの君へ Part3
作曲・編曲：岩崎太整 / 歌：中村佳穂 / Piano & Programming：岩崎太整 / Orchestra：Ensemble FOVE / Choir: London Voices、京都橘高等学校吹奏楽部、杉並児童合唱団、森山良子、中尾幸世、坂本冬美、岩崎良美、清水ミチコ、幾田りら、ermhoi、「竜とそばかすの姫」エキストラシンガーズ
28. はなればなれの君へ Part4
作詞：細田守、中村佳穂 / 作曲：岩崎太整 / 編曲：岩崎太整、Ludvig Forssell、坂東祐大 / Piano & Programming：岩崎太整 / Orchestra：Ensemble FOVE / Drums：玉田豊夢
29. 糸口
作曲・編曲：Ludvig Forssell / Orchestra：Ensemble FOVE / Programming：Ludvig Forssell
30. 素顔
作曲：岩崎太整、坂東祐大 / 編曲：坂東祐大 / 歌：中村佳穂 / Orchestra：Ensemble FOVE / Programming: 坂東祐大
31. 辿り着いた空
作詞：中村佳穂 / 作曲・編曲：Ludvig Forssell / 歌：中村佳穂 / Orchestra：Ensemble FOVE / Programming：Ludvig Forssell
32. はなればなれの君へ (reprise)
作詞：細田守、中村佳穂、岩崎太整 / 作曲：岩崎太整 / 編曲：岩崎太整、坂東祐大/ 歌：中村佳穂 / Orchestra：Ensemble FOVE

#### チャート成績
2021年8月30日付のオリコン週間アルバムランキングでは初動1万5千枚を売り上げ、週間4位にランクインした。
2021年8月9日付のオリコン週間デジタルアルバムランキングでは1位を獲得。

### 教科書
『竜とそばかすの姫』は、2023年3月に文部科学省の審査を経て承認され、日本文教出版が発行する高校美術の教科書に掲載されることとなった。アニメ映画製作を紹介する中で取り上げられたもので、文部科学省検定済教科書として2024年春に出版される。